# Yasuki Tanaka
Yasuki Tanaka (17 novembre 1982) è un fumettista giapponese.
La sua carriera inizia nel 2007, con la pubblicazione del manga Hitomi no Catoblepas sulle pagine di Weekly Shōnen Jump e negli anni successivi pubblica altri due manga sempre sulla stessa rivista.

## Opere
- Hitomi no Catoblepas (2007): manga suddiviso in due volumi
- Jamevu (2008)
- Kagijin (2009) manga in 17 capitoli suddivisi in due volumi
- Summer Time Rendering (2017-2021)
- Ghost Fixers (2024-)

| Controllo di autorità | VIAF (EN) 258860623 · GND (DE) 1223671305 · J9U (EN, HE) 987012501345805171 · NDL (EN, JA) 01102329 |